# تیپ ۷۲ پیاده مکانیزه دوکوهه
تیپ ۷۲ پیاده مکانیزه دوکوهه یا تیپ ۷۲ مکانیزه اندیمشک از تیپ‌های مستقل پیاده‌نظام مکانیزه نیروی زمینی ارتش جمهوری اسلامی ایران است، که پادگان آن در پادگان دوکوهه و ستاد فرماندهی آن در شهر اندیمشک، استان خوزستان مستقر می‌باشد. تیپ ۷۲ مکانیزه دوکوهه در خلال جنگ ایران و عراق، از یگان‌های عمل‌کننده ارتش جمهوری اسلامی ایران و تحت امر لشکر ۹۲ زرهی اهواز بود. هم‌اکنون سرهنگ یزدان خردمند فرماندهی تیپ ۷۲ دوکوهه را برعهده دارد.